# Eric Hicks (Schauspieler)

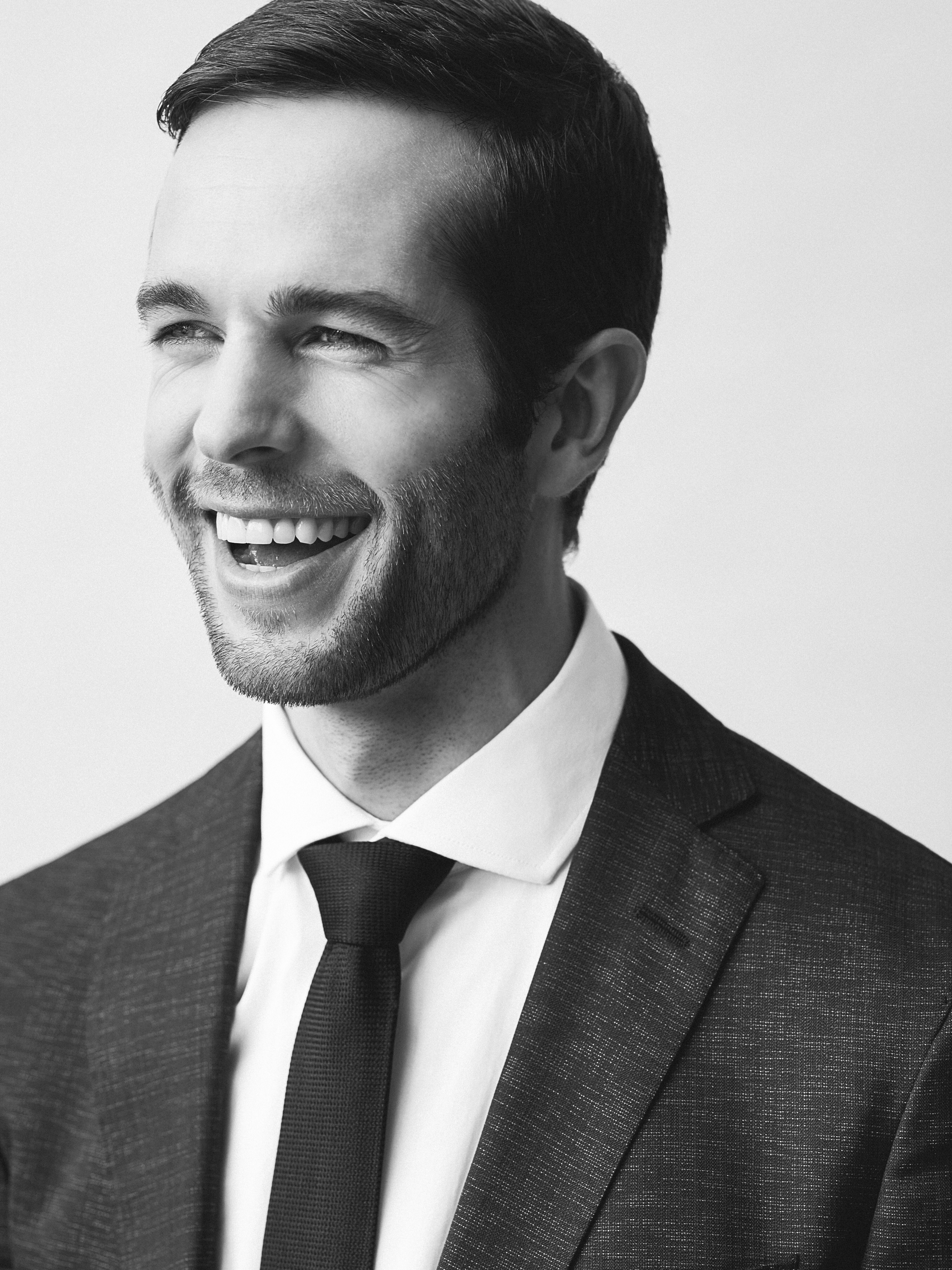
Eric Hicks (2018)

Eric Samuel Hicks (* 29. Mai 1986 in Saskatchewan) ist ein kanadischer Schauspieler, Filmproduzent, Filmregisseur und Model.

## Leben
Hicks wurde als Sohn des orthopädischen Schuhmachers Crawford und Anita Hicks, einer Polizistin und Tätowiererin, am 29. Mai 1986 in der kanadischen Provinz Saskatchewan geboren. Er ist englischer, irischer, schottischer und deutscher Herkunft. Er verbrachte seine Kindheit in der Arbeiterstadt Lumsden, bevor er nach der High School nach British Columbia zog, um Prothetik und Orthopädie zu studieren. 2008 zog Hicks nach Toronto, um sich hauptberuflich der Schauspielerei zu widmen. 2013 und 2014 wirkte er in einigen Kurzfilmen mit. Es folgten 2015 eine Nebenrolle in dem Film Canswer und eine Episodenrolle in der Fernsehserie Quantico. Weitere Episodenrollen übernahm er in den folgenden Jahren in den Fernsehserien The Strain und Reign. Von 2017 bis 2020 stellte er in insgesamt 16 Episoden der Fernsehserie Cardinal die Rolle des Constable Derek Fox dar. 2019 war er in dem Film Mutant Outcasts als Scott zu sehen.

## Filmografie (Auswahl)

### Schauspiel
- 2013: Lost and Found (Kurzfilm)
- 2013: Awaken (Kurzfilm)
- 2013: Made for TV (Kurzfilm)
- 2014: Fool for Love (Kurzfilm)
- 2015: Canswer
- 2015: 5 Women Wearing the Same Dress (Kurzfilm)
- 2015: Quantico (Fernsehserie, Episode 1x05)
- 2016: Trouble for a Smoke (Kurzfilm)
- 2016: Boys Will Be (Kurzfilm)
- 2016: Deadly Daughters (Fernsehfilm)
- 2016: The Strain (Fernsehserie, Episode 3x03)
- 2016: Dayclubbing (Kurzfilm)
- 2017: Reign (Fernsehserie, Episode 4x02)
- 2017: White Night
- 2017: Christmas Wedding Planner (Fernsehfilm)
- 2017: The HEI$T (Kurzfilm)
- 2017–2020: Cardinal (Fernsehserie, 16 Episoden)
- 2018: GUION (Kurzfilm)
- 2018: Bad Blood (Fernsehserie, 8 Episoden)
- 2018: Christmas Catch (Fernsehfilm)
- 2019: Blink Twice (Fernsehserie, Episode 2x04)
- 2019: Urlaub fürs Herz – Romance Retreat (Romance Retreat, Fernsehfilm)
- 2019: Fearfully & Wonderfully Made (Kurzfilm)
- 2019: Mutant Outcasts (Enhanced)
- 2019: Resolve (Kurzfilm)
- 2020: Schitt’s Creek (Fernsehserie, Episode 6x14)
- 2020: Love in Harmony Valley (Fernsehfilm)
- 2020: March (Kurzfilm)
- 2021: The Perfect Wedding (Fernsehfilm)

### Produktion
- 2014: Fool for Love (Kurzfilm)
- 2015: 5 Women Wearing the Same Dress (Kurzfilm)

### Regie
- 2015: 5 Women Wearing the Same Dress (Kurzfilm)